# Martine Rottier
Pour les articles homonymes, voir Rottier (homonymie).
Martine Rottier, née le 12 juin 1955, est une judokate française.
Championne du monde en 1982 et double championne d'Europe en 1975 et 1976, elle détient aussi dix titres de championne de France en catégorie des moins de 61 kg.
Diplômée de l'EPF (1979), elle obtient un contrat d'athlète de haut niveau dans une grande banque française et poursuit après sa retraite sportive une carrière d'ingénieur en informatique dans le secteur financier. Elle est chevalière de l’ordre national du Mérite.

## Distinctions
- Chevalière de l'ordre national du Mérite

## Palmarès international
| Année | Compétition           | Lieu      | Résultat | Catégorie      |
| ----- | --------------------- | --------- | -------- | -------------- |
| 1975  | Championnats d'Europe | Munich    | 1re      | Moins de 61 kg |
| 1976  | Championnats d'Europe | Vienne    | 1re      | Moins de 61 kg |
| 1977  | Championnats d'Europe | Arlon     | 3e       | Moins de 61 kg |
| 1978  | Championnats d'Europe | Cologne   | 2e       | Moins de 61 kg |
| 1980  | Championnats du monde | New York  | 3e       | Moins de 61 kg |
| 1981  | Championnats d'Europe | Madrid    | 3e       | Moins de 61 kg |
| 1982  | Championnats d'Europe | Oslo      | 3e       | Moins de 61 kg |
| 1982  | Championnats du monde | Paris     | 1re      | Moins de 61 kg |
| 1983  | Championnats d'Europe | Gênes     | 3e       | Moins de 61 kg |
| 1984  | Championnats d'Europe | Pirmasens | 1re      | Moins de 61 kg |
| 1984  | Championnats du monde | Vienne    | 3e       | Moins de 61 kg |